# 卢埃托
卢埃托（法語：Louestault，法語發音：[lweto]）是法国安德尔-卢瓦尔省的一个旧市镇，属于图尔区。2017年1月1日，卢埃托与相邻的博蒙拉龙斯合并为新市镇博蒙-卢埃托。

## 地理
卢埃托（47°37'1"N, 0°39'5"E）面积16.45 平方千米，位于法国中央-卢瓦尔河谷大区安德尔-卢瓦尔省，该省份为法国中西部省份，北起萨尔特省、东北接卢瓦-谢尔省，东南接安德尔省，南至维埃纳省，西临曼恩-卢瓦尔省。
与卢埃托接壤的市镇（或旧市镇、城区）包括：博蒙拉龙斯、代姆河畔舍米耶、马赖、讷维勒鲁瓦。
卢埃托的时区为UTC+01:00、UTC+02:00（夏令时）。

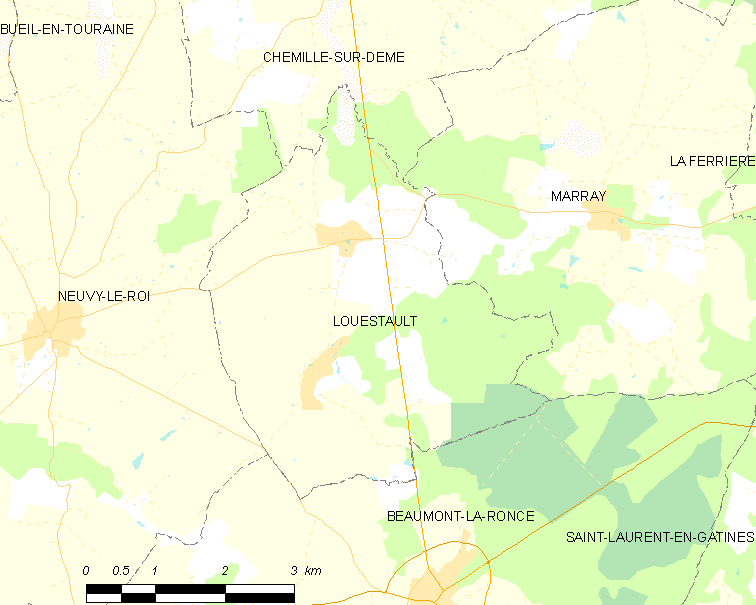
卢埃托的OSM定位图

## 行政
卢埃托的邮政编码为37370，INSEE市镇编码为37135。

## 政治
卢埃托所属的省级选区为雷诺堡县。

## 人口

1962-2008年间卢埃托人口变化图示

卢埃托于2018年1月1日时的人口数量为438人。